# Margarita (koktajl)
Margarita je klasičen južnoameriški koktajl. 
Glavna sestavina je tekila, posebnost je sol na robu kozarca. Obstaja klasičen recept in veliko variant.

## Recepti

### Klasičen recept
Sestava:
- 5 cl tekile
- 2 cl Curaçao Triple Sec
- 3 cl svežegega limetinega soka

Priprava:
- sestavine zmešajte skupaj z zdrobljenim ledom.
- rob kozarca ovlažite z limetinim sokom in potisnite v skodelo s soljo, tako da se roba oprime sol (sladkor je groba ponaredba!)
- pijačo vlijte v kozarec

### Jagodna Margarita
Sestava:
- 6 cl tekila
- 1 cl Coraçao Triple Sec
- 2 cl svežega limetinega soka
- 1 cl jagodnega sirupa
- 5 barskih žličk zmečkanih jagod
- ščepec soli

Sestavine zmešajte z zdrobljenim ledom. Kozarec nima roba iz soli!

### Breskova Margarita
Kot jagodna, le da jagodni sirup in zmečkane jagode zamenjate z breskovim sirupom in zmečkanimi breskvami.